# DVB Bank
DVB Bank — немецкий банк, входящий в состав DZ BANK Group и специализирующийся на международных финансовых переводах. Штаб-квартира банка располагается во Франкфурте-на-Майне.
Банк имеет листинг на Франкфуртской фондовой бирже. Более 620 сотрудников работают в офисах на территории Европы (Франкфурт, Амстердам, Афины, Гамбург, Лондон, Осло и Цюрих), Северной и Южной Америки (Нью-Йорк и Кюрасао), а также Азии (Сингапур и Токио).
Банк позиционирует себя в качестве поставщика финансирования и консультационных услуг на мировом рынке транспортных услуг, особенно в сегментах доставки, авиации, оффшорных и земельных услуг.

## История

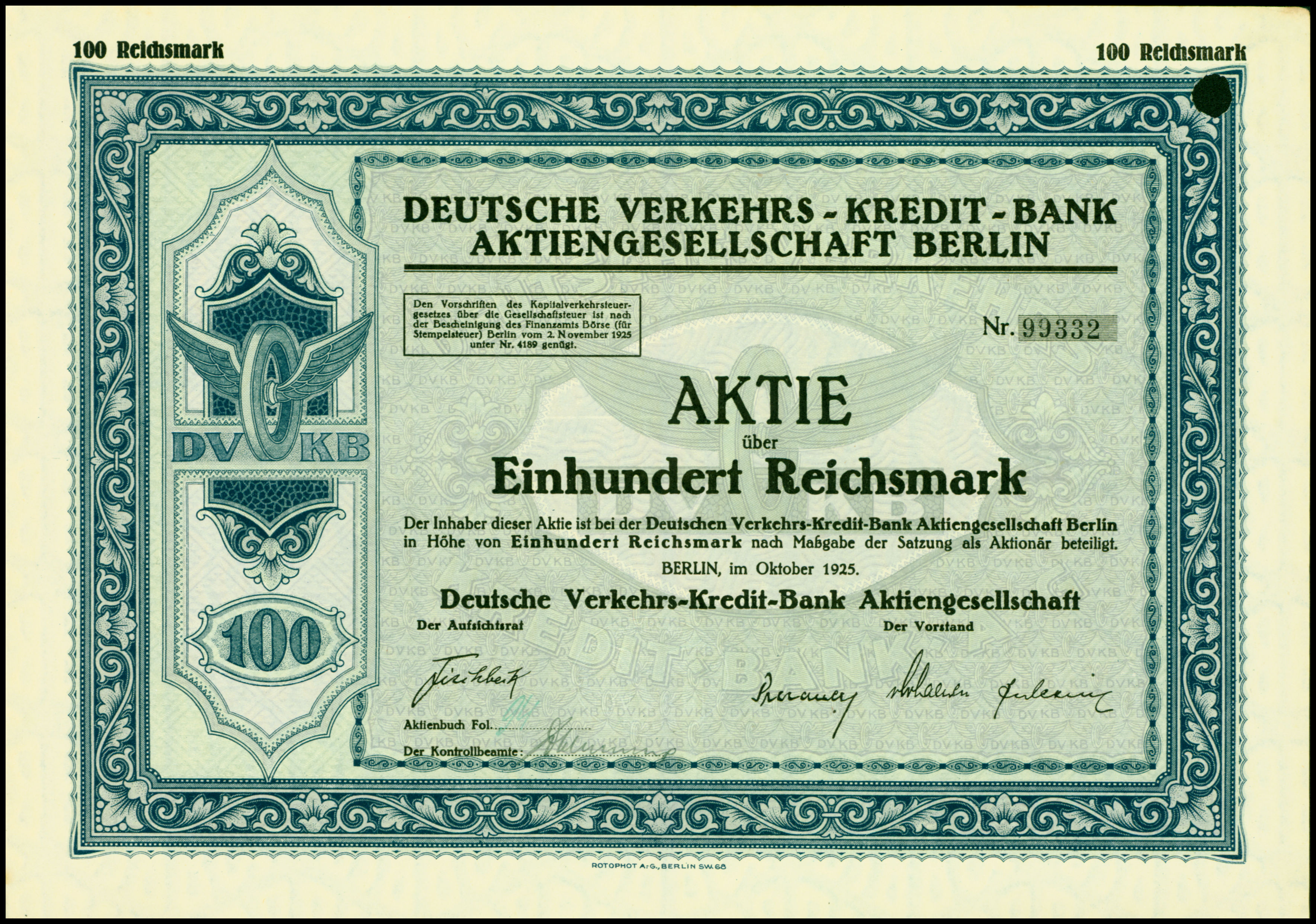
Акция, выпущенная Deutsche Verkehrs-Kredit-Bank AG, 1925 год

DVB Bank был основан 18 мая 1923 года как Deutsche Verkehrs-Kredit-Bank AG (Немецкий дорожно-кредитный банк; DVKB) несколькими банками и промышленными компаниями. Изначально занимался финансированием Deutsche Reichsbahn.
После Второй мировой войны DVKB стал работать с финансами грузовых компаний. Роль банка была закреплена в законодательстве. В 1949 году главный офис банка переехал во Франкфурт-на-Майне (ранее 2 главных офиса банка располагались во Франкфурте и Гамбурге). С главного офиса началось управление многочисленными филиалами в других городах страны.
В 1988 году банк разместил свои акции на Франкфуртской фондовой бирже. 75,1% акций контролировала Deutsche Bahn. В 1991 году банк получил новое имя, Deutsche Verkehrs-Bank AG (Немецкий транспортный банк), в 1997 году сменил название на Deutsche VerkehrsBank AG, в 2002 году вновь поменял название на DVB Bank AG. С 1 октября именуется как DVB Bank SE.
Вследствие финансового кризиса, DVB пострадал от длительного спада в глобальной контейнерной судоходной промышленности. В 2015 DZ Bank начал переговоры о возможности продажи DVB японской Mitsubishi UFJ Financial Group, однако в начале переговорный процесс не пошел.
В 2017 году DZ банк выкупил все акции у миноритариев для проведения консолидации акций для подготовки к продаже DVB. В начале 2019 года Financial Group Mitsubishi UFJ согласилась купить весь портфель авиационного финансирования DVB, общая стоимость которого составляет 5,6 млрд евро.

## Собственники
По состоянию на 31 декабря 2016 года структура акционеров DVB:
- DZ Bank AG - 95,47%.
- Акции в свободном обращении - 4,53%[12].

## Капитализация и доходы
Рыночная капитализация банка составила 1,09 млрд евро в конце 2016 года.
Консолидированные чистые доходы снизились с 46,1 млн евро в 2015 году до 135,3 млн евро в 2016 году. Общие активы составили 27,7 млрд долларов США с номинальный объемом средств клиентов в 25,9 млн евро. Клиентское кредитование было разделено следующим образом:
- Финансы доставки: 45,9%.
- Финансы авиации: 33,6%.
- Оффшорное финансирование: 9,3%.
- Финансы земельного транспорта: 6,2%[13].